# 徐三庚

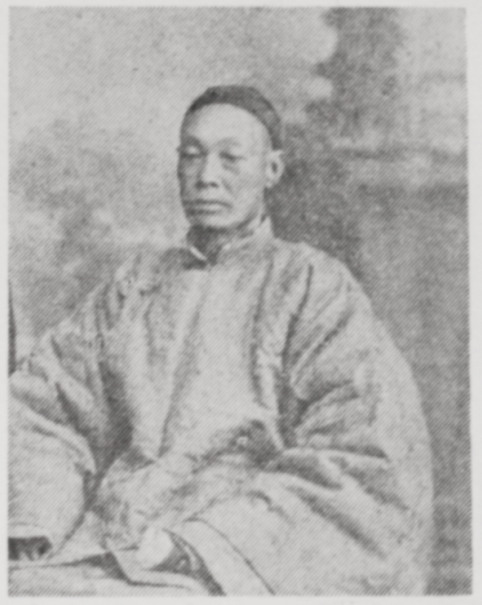
写真

徐 三庚（じょ さんこう、1826年 - 1890年）は、中国清朝末期の篆刻家である。
字は詵郭、号は金罍山民・井罍山民・褎海・似魚室主・翯然散人。紹興府上虞県の人。

## 略伝
篆刻は主に鄧派に学び、柔和で細密な朱文（陽刻）を得意としたが装飾的すぎるという批判もある。書は篆書・隷書に優れた。日本から中国にわたった円山大迂・秋山白巌が教えを受けている。画家の張熊・任薫・任頤・黄山寿・蒲華らの印を刻している。

## 著書
- 『金罍山民印存』